# Qenizzites
Les Qenizzites (en hébreu : קְנִזִּי, Qeniziy), ou Keniziens dans la traduction de Louis Segond, sont une tribu du pays de Canaan mentionnée dans la Torah.

## Occurrences bibliques
Il est question des Qenizzites dans le Livre de la Genèse (Gn 15 :19) lorsque YHWH conclut son alliance avec Abraham mais ce peuple ne figure pas parmi les autres habitants de Canaan cités dans le Livre de l'Exode (Ex 3 :8) et dans le Livre de Josué (Jos 3 :10).
Dans le Livre des Nombres, Caleb est désigné comme « fils de Jéphunné le Qenizzite » (Nb 32 :12). Marie Guillet note à ce propos que « les Calébites sont rattachés généalogiquement à Juda, alors que Caleb était le fils d'un Qenizite ».
Cette tribu vivait probablement aux confins de la Syrie.
Il se peut qu'elle descende de l'un des personnages bibliques nommés « Qenaz ».

## Les textes

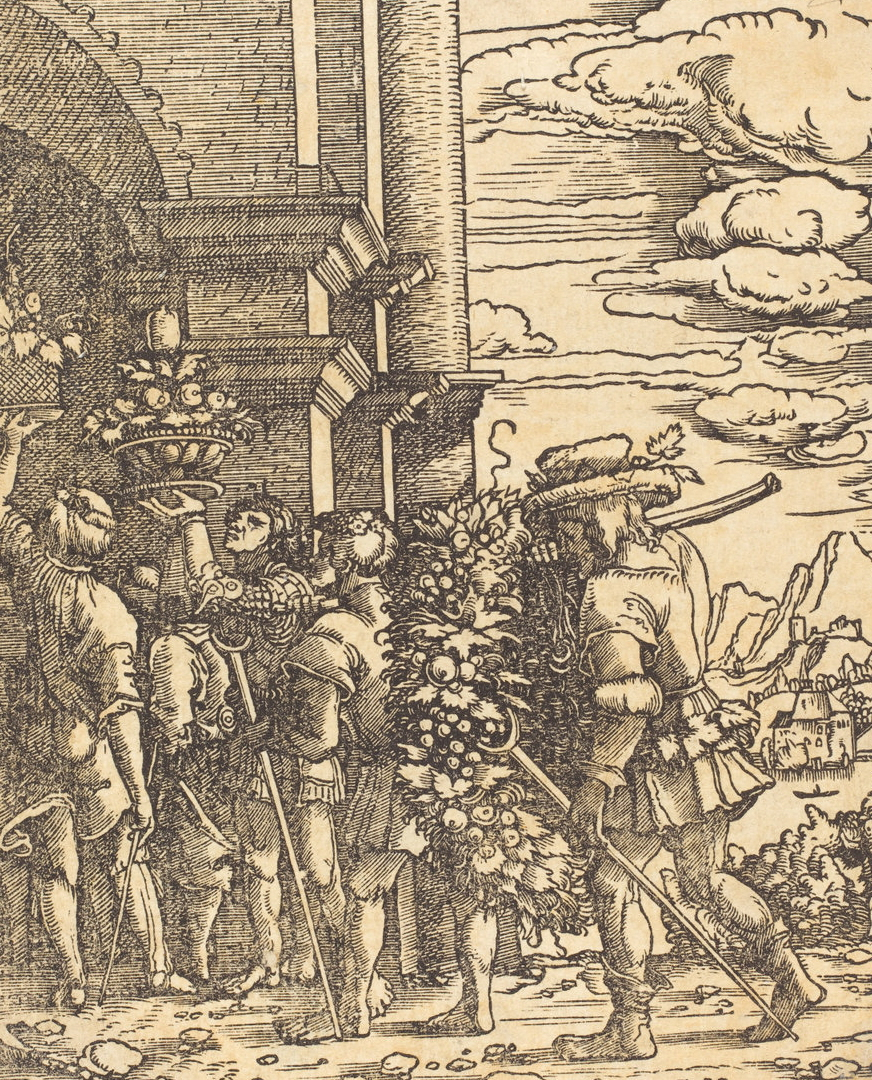
Josué et Caleb, par Albrecht Altdorfer, National Gallery of Art, Washington.

« En ce jour-là, l’Éternel fit alliance avec Abram, et dit : Je donne ce pays à ta postérité, depuis le fleuve d’Égypte jusqu’au grand fleuve, au fleuve d’Euphrate, le pays des Kéniens, des Keniziens, des Kadmoniens, des Héthiens, des Phéréziens, des Rephaïm, des Amoréens, des Cananéens, des Guirgasiens et des Jébusiens » (Gn 15 :18-20).
« Ces hommes qui sont montés d’Égypte, depuis l’âge de vingt ans et au-dessus, ne verront point le pays que j’ai juré de donner à Abraham, à Isaac et à Jacob, car ils n’ont pas suivi pleinement ma voie, excepté Caleb, fils de Jephunné, le Kenizien, et Josué, fils de Nun, qui ont pleinement suivi la voie de l’Éternel » (Nb 32 :11-12).